# Corpo de Artilharia Pesada Independente
Il Corpo de Artilharia Pesada Indepedente (lett. "Corpo di Artiglieria Pesante Indipendente") o in francese Corps d'artillerie lourde portugais o CAPI fu un'unità portoghese di artiglieria pesante ferroviaria che operò sul Fronte occidentale durante la prima guerra mondiale. 
Il CAPI è stato creato in risposta a una richiesta di supporto di artiglieria della Francia. 
Era indipendente dal ben più grande e noto Corpo Expedicionário Português, che combatté anch'esso sul Fronte occidentale.
L'unità operava con cannoni ferroviari da 320 mm, 240 mm e 190 mm forniti dalla Gran Bretagna, sotto il controllo dell'Armée de terre francese.
La maggior parte del personale del CAPI proveniva dall'artiglieria a piedi dell'Exército Português, che in patrie era responsabile dell'equipaggiamento dei cannoni pesanti delle batterie costiere e di guarnigione; altro personale proveniva dall'artiglieria navale.

## Organizzazione
Il CAPI era costituito da un quartier generale con relativo personale, tre gruppi misti (battaglioni) e un deposito.
Ogni gruppo era composto da tre batterie, una con cannoni da 320 mm, mentre le altre due erano equipaggiate con cannoni da 190 mm o 240 mm.